# Boston-Marathon 1960
| 64. Boston-Marathon    | 64. Boston-Marathon        |
| ---------------------- | -------------------------- |
| Stadt                  | Boston, Vereinigte Staaten |
| Datum                  | 19. April 1960             |
| Distanz                | 42,195 Kilometer           |
| Sieger                 |                            |
| Männer                 | Paavo Kotila (2:20:54 h)   |
| ← Boston-Marathon 1959 | Boston-Marathon 1961 →     |
| Website                | Offizielle Website         |

Der Boston-Marathon 1960 war die 64. Ausgabe der jährlich stattfindenden Laufveranstaltung in Boston, Vereinigte Staaten. Der Marathon fand am 19. April 1960 statt.
Es gewann Paavo Kotila in 2:20:54 h.

## Ergebnis
| Platz | Athlet            | Land               | Zeit (h) |
| ----- | ----------------- | ------------------ | -------- |
| 01    | Paavo Kotila      | Finnland           | 2:20:54  |
| 02    | Gordon McKenzie   | Vereinigte Staaten | 2:22:18  |
| 03    | James Green       | Vereinigte Staaten | 2:23:37  |
| 04    | Al Confalone      | Vereinigte Staaten | 2:26:30  |
| 05    | Veikko Koivumaki  | Finnland           | 2:28:30  |
| 06    | Alex Breckenridge | Vereinigte Staaten | 2:28:44  |
| 07    | Robert Carman     | Vereinigte Staaten | 2:29:06  |
| 08    | Robert Cons       | Vereinigte Staaten | 2:30:39  |
| 09    | Thomas C. Ryan    | Vereinigte Staaten | 2:32:49  |
| 10    | Robert Drake      | Vereinigte Staaten | 2:34:12  |